# 张基远
张基远，山西汾州（今山西汾阳）人，是一名清朝政治人物。荫生出身。
张基远曾于1655年接替张献捷任苏松道道员一职，1657年由吕家璧接任。